# Pilatovci (Nikšić)
Pour les articles homonymes, voir Pilatovci.
Pilatovci (en serbe cyrillique: Пилатовци) est un village de l'ouest du Monténégro, dans la municipalité de Nikšić.

## Démographie

### Évolution historique de la population[1]
| 1948 | 1953 | 1961 | 1971 | 1981 | 1991 | 2003 |
| ---- | ---- | ---- | ---- | ---- | ---- | ---- |
| 240  | 273  | 267  | 206  | 172  | 152  | 136  |